# Multimedia University

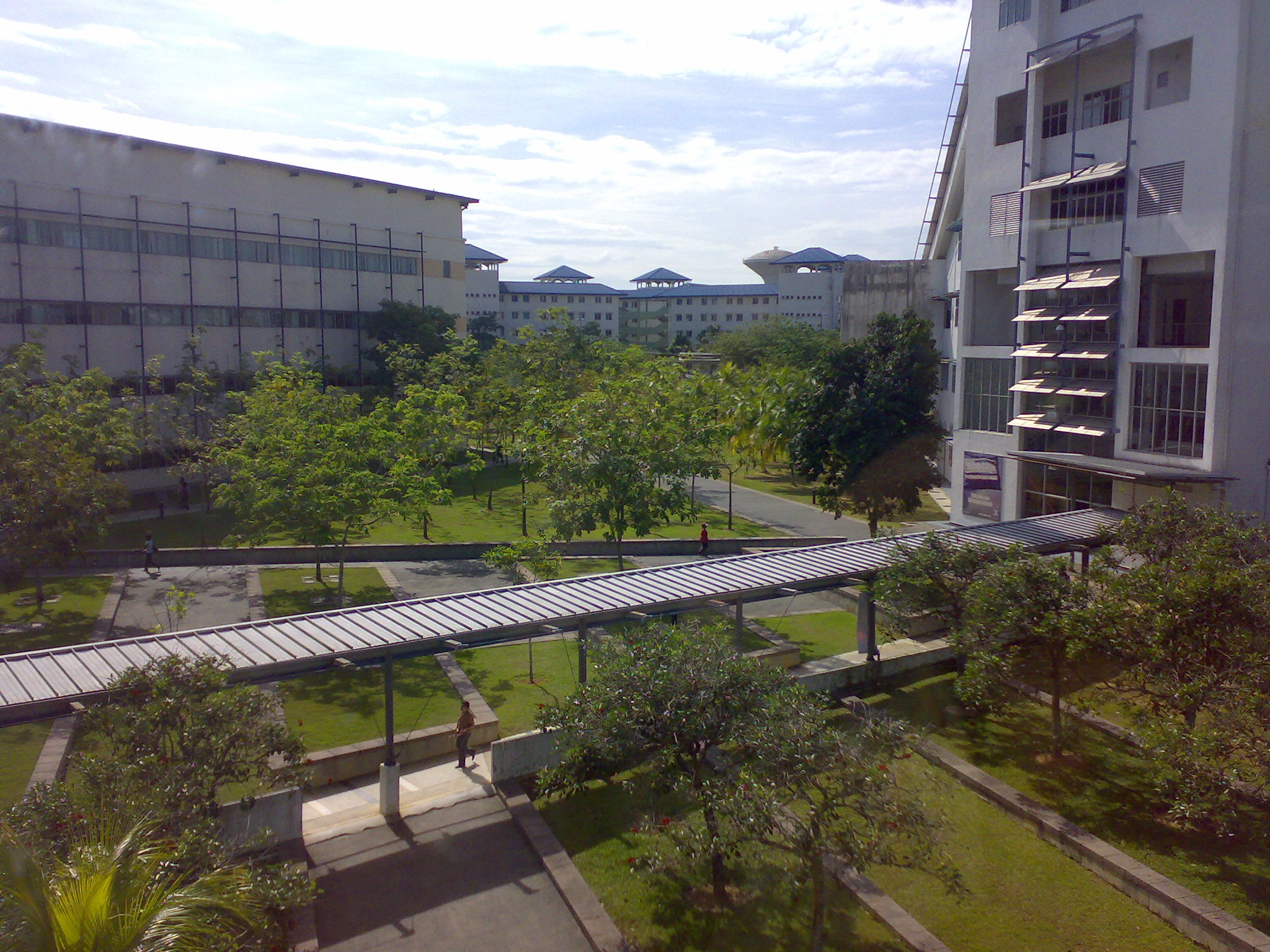
Cyberjaya Campus

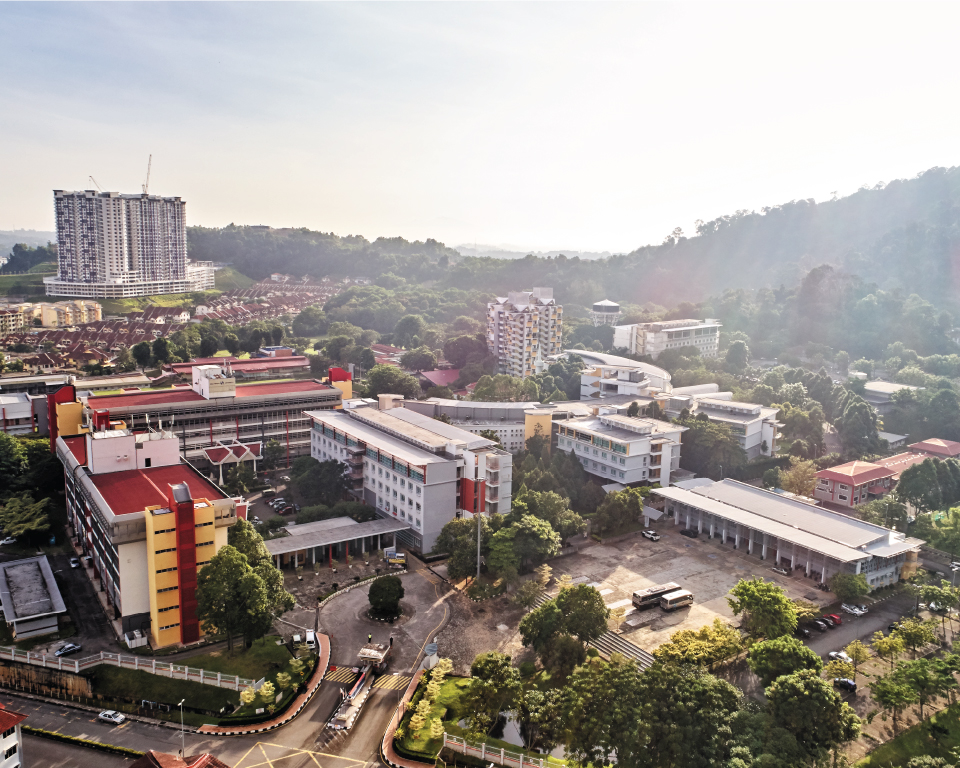
Malakka Campus

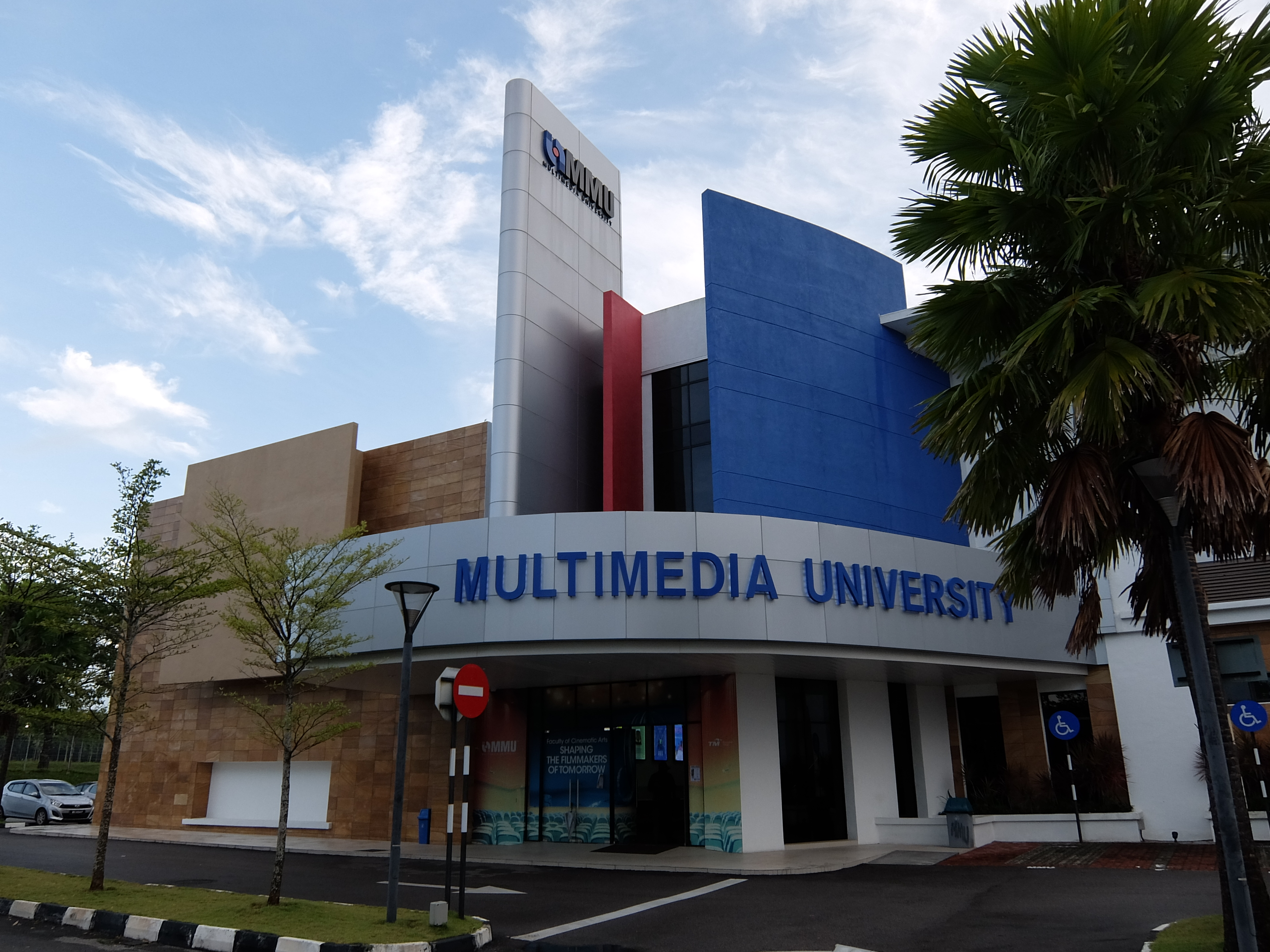
Johor Campus

Die Multimedia University (MMU) ist eine private Forschungsuniversität mit Sitz Malakka im Bundesstaat Malakka, Johor und in Cyberjaya, dem Multimedia Super Corridor im Bundesstaat Selangor in Malaysia. Die Hochschule erhielt im Jahr 1996 den Universitätsstatus und ist damit die älteste private Universität des Landes. Der Schwerpunkt der Ausbildung an der Universität liegt auf Informationstechnologie und Multimedia.

## Geschichte
1994 wurde das Institute of Telecommunication and Information Technology durch die Telekom Malaysia gegründet. Mit 42 Studenten begann der Studienbetrieb. Es wurden zu Beginn zweijährige Ingenieurstudiengänge angeboten. 1996 erhielt sie den Universitätsstatus und war damit die erste private Forschungsuniversität des Landes. Ziel war es mit dem Campus im Multimedia Super Corridor eine ähnliche Konstellation wie zwischen der Stanford University und Silicon Valley zu schaffen. Im Jahre 2014 wurde der Campus in Johor eröffnet.

## Universitätsaufbau
Die Universität hat drei Campus, einen in Malakka, im gleichnamigen Bundesstaat mit
- Faculty of Management
- Faculty of Business
- Faculty of Engineering
- Faculty of Computing and Informatics
- Faculty of Information Science and Technology
- Faculty of Law

und in Cyberjaya
- Faculty of Applied Communication.
- Faculty of Engineering
- Faculty of Computing and Informatics
- Faculty of Information Science and Technology
- Faculty of Creative Multimedia
- Faculty of Management
- Faculty of Business

und in Johor
- Faculty of Cinematic Arts